# Phygadeuon acutipennis
Phygadeuon acutipennis là một loài tò vò trong họ Ichneumonidae.